# 13486 Morgangibson
13486 Morgangibson è un asteroide della fascia principale. Scoperto nel 1981, presenta un'orbita caratterizzata da un semiasse maggiore pari a 3,045635 UA e da un'eccentricità di 0,085798, inclinata di 9,222015° rispetto all'eclittica. Ha un diametro di 10,940 km.